# 홀즈
《홀즈》(영어: Holes)는 2003년 개봉한 미국의 네오웨스턴 코미디 드라마 영화이다. 앤드루 데이비스가 감독을 맡았으며, 루이스 새커의 동명 소설이 원작이다.

## 줄거리
텍사스주 그린 레이크. 옐내츠 가문은 1세기 전 조상 엘리아가 라트비아에서 점쟁이 제로니 부인과 했던 약속을 지키지 않은 이후로 대대로 재수가 없다.
스탠리 옐내츠 4세도 예외는 아니어서, 스탠리는 난데없이 자선 행사에 기부된 유명 야구 선수의 스니커즈를 훔쳤다는 억울한 오명을 쓴 뒤 18개월 형을 받고 소년원 캠프 그린 레이크에 가게 된다. 재소자들은 지난 1세기간 비가 내린 적이 없으며 독 도마뱀이 들끓는 사막에서 매일 구멍(holes)을 하나씩 파야한다. 구멍 안에서 뭔가 흥미로운 물건을 발견하는 사람은 하루 쉴 수 있다.
스탠리는 새로 만난 친구들과 우정을 다지는 가운데 이 기묘한 노동 뒤에 숨겨진 오래된 비밀에 조금씩 가까워진다.

## 출연진
- 샤이아 러버프 - 스탠리 "케이브맨" 옐내츠 4세 역
- 클리오 토머스 - 헥터 "제로" 저로니(제로니) 역
- 브렌든 제퍼슨 - 렉스 "엑스레이" 워시번 역
- 시고니 위버 - 교도소장 루이즈 워커 역
- 존 보이트 - 조수 미스터 서 / 매리언 서비요 역
- 팀 블레이크 넬슨 - 캠프 지도자 스티브 펜댄스키 박사 역
- 제이크 M. 스미스 - "스퀴드" 앨런 역
- 바이런 코튼 - 시어도어 토머스 "암핏" 존슨 역
- 미겔 캐스트로 - "마그넷" 호제이 역
- 맥스 캐시 - "지그재그" 리키 역
- 노아 폴러티크 - "트위치" 브라이언 역
- 제인 홀츠 - "바프 백" 루이스 역
- 셔반 팰런 호건 - 티퍼니 옐내츠 역
- 헨리 윙클러 - 스탠리 옐내츠 3세 역
- 릭 폭스 - 클라이드 "스위트 피트" 리빙스턴 역
- 니콜 풀리엄 - 리빙스턴 부인 역
- 어사 키트 - 제로니 부인 역
- 라빌 이시야노프 - 모리스 멘케 역
- 켄 더비티언 - 이고르 바르코브 역
- 퍼트리샤 아켓 - 캐서린 "키신 케이트" 발로 역
- 둘레이 힐 - 샘 역
- 로마 마피아 - 칼라 머렝고 변호사 역
- 루이스 새커 - 콜링우드 씨 역

## 기타 제작진
- 배역: 캐시 샌드리치, 어맨다 매키 존슨
- 미술: 마허 아매드
- 의상: 애기 거라드 로저스